# 27-es busz (Veszprém)
A veszprémi 27-es jelzésű autóbusz Veszprém egyik megszűnt autóbuszvonala. Az önkormányzat rendelete alapján indított az üzemeltető járatot, mely a Veszprém Arénától a Haszkovó lakótelepen át az autóbusz-állomásig ment, illetve a másik irányban.

## Útvonala
| 0  | Autóbusz-állomás végállomás | 12 | 1, 2, 3, 4, 7, 12, 13, 22, 23, 24, 35, 50 Helyközi buszok Távolsági járatok |
| 2  | Petőfi Sándor utca          | 10 | 1, 2, 3, 4, 7, 13, 35                                                       |
| 4  | Munkácsy Mihály utca        | 8  | 4, 7, 13, 18, 35                                                            |
| 6  | Haszkovó utca               | 6  | 3, 4, 7, 11, 18, 32, 35                                                     |
| 7  | Aradi vértanúk útja         | 5  | 1, 6, 8                                                                     |
| 8  | Deák Ferenc Iskola          | 4  | 1, 6, 8                                                                     |
| 12 | Veszprém Aréna végállomás   | 0  |                                                                             |